# Helvella crispa

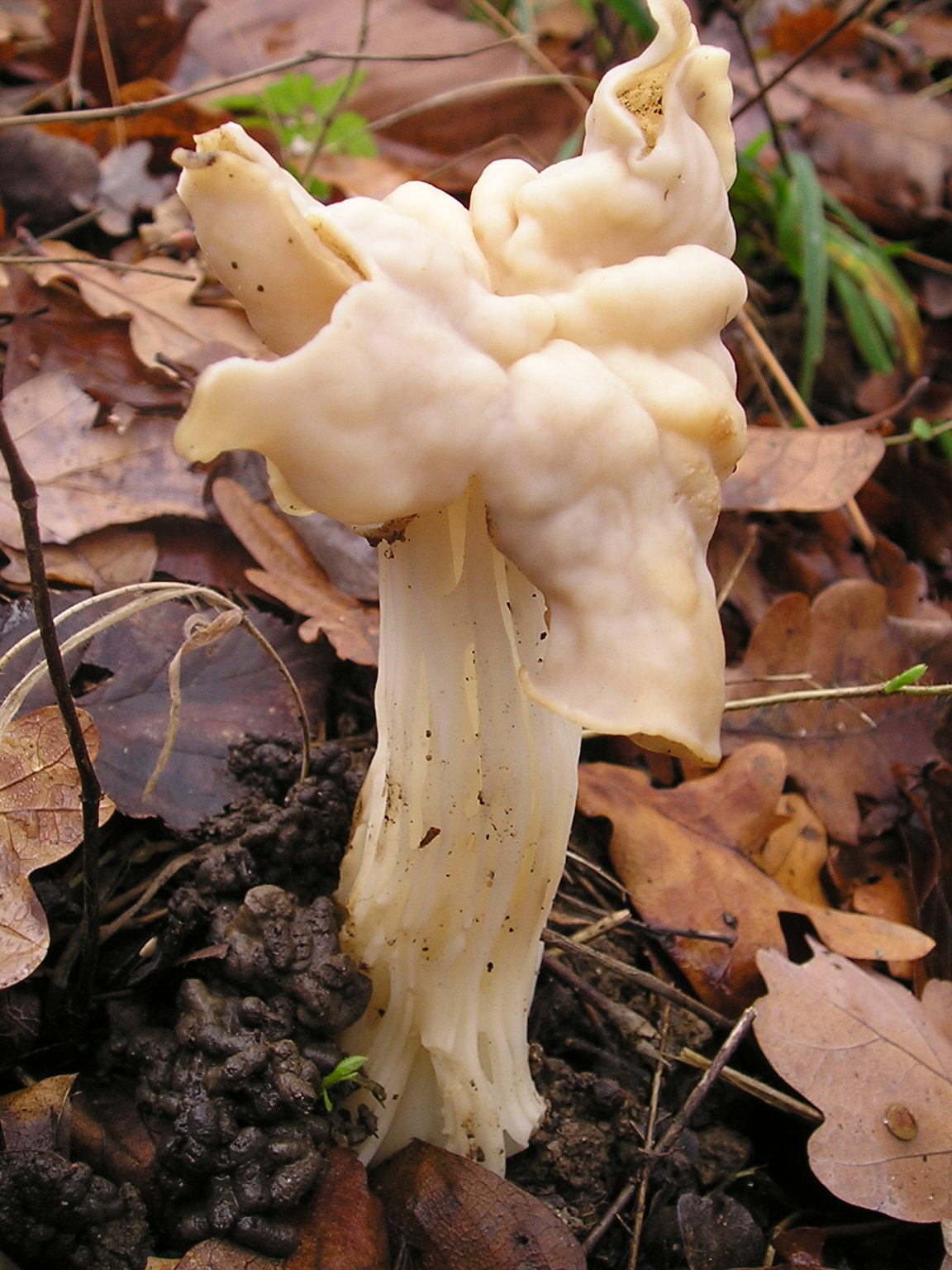
Esemplare di H. crispa

L'Helvella crispa è un ascomiceta appartenente alla famiglia delle Helvellaceae che fino a pochi decenni fa era reputato un buon fungo commestibile. Tuttavia è stato rivelato che questa specie contiene, pur se in quantità minime, la giromitrina - pericolosa micotossina cancerogena.

Considerando che occasionalmente può risultare indigesto e provocare intolleranze alimentari si raccomanda, in via cautelativa, di astenersi dal suo consumo.

## Descrizione della specie

### Cappello(mitra)
Fino a 4–5 cm di lunghezza, carnoso-cereo di forma irregolare, ondulato lobato, suddiviso in 3-4 lobi, prima con i margini aderenti al gambo, poi liberi e rivolti verso l'alto; superficie liscia, lacunosa, di colore biancastro o nocciolo pallido nella parte inferiore.

### Gambo
Cilindrico, sodo, robusto, internamente cavo; con superficie bianca o bianco-giallognola, percorsa da crespe a larghe maglie; compreso il cappello può essere alto 6–15 cm.

### Carne
Bianca, soda, fragile al tocco ma consistente quando viene consumata.
- Odore: indistinto.
- Sapore: delicato.

### Spore
Ellittiche, bianche in massa 16-20 x 9-13 µm; aschi cilindrici ottosporici.

## Habitat
Cresce in autunno, solitario o a gruppi, nei boschi di latifoglie e aghifoglie o in zone boschive con terreno sabbioso; poco diffuso ma fedele ai luoghi abituali di crescita.
In casi molto rari, raggiunge dimensioni enormi.

## Commestibilità
Secondo recenti studi contiene tracce di gyromitrina, pericolosa tossina presente in quantità elevata nelle specie del genere Gyromitra; la Gyromitrina è parzialmente termo-stabile e quindi si raccomanda di astenersi dal consumo di questa specie.

L'intossicazione da gyromitrina porta alla "Sindrome giromitriana", pericolosa sindrome a lunga latenza, anche se non necessariamente mortale.
Qualora consumato, richiede la prebollitura. A volte, come già detto, può causare intolleranze alimentari o disturbi gastro-intestinali; andrebbe comunque raccolto solo quando è giovane.
Testi recenti (al contrario di quelli più datati) additano H. crispa come specie non commestibile.
Inoltre contiene sostanze tossiche termolabili (es. Acido elvellico).

## Etimologia
Dal latino crispus, increspato, per la forma del suo cappello.